# Kodava

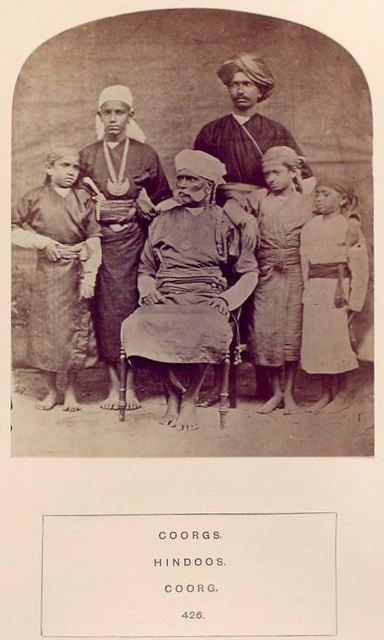
Ilustracja z roku 1875

Kodava (kannada ಕೊಡವ) – grupa etniczna zamieszkująca dystrykt Kodagu w indyjskim stanie Karnataka. Posługują się drawidyjskim językiem kodava. Zajmują się rolnictwem, lecz posiadają także silne tradycje militarne. Religia opiera się na kulcie przodków, obchodzą także odrębne święta.